# Клиника Вайден

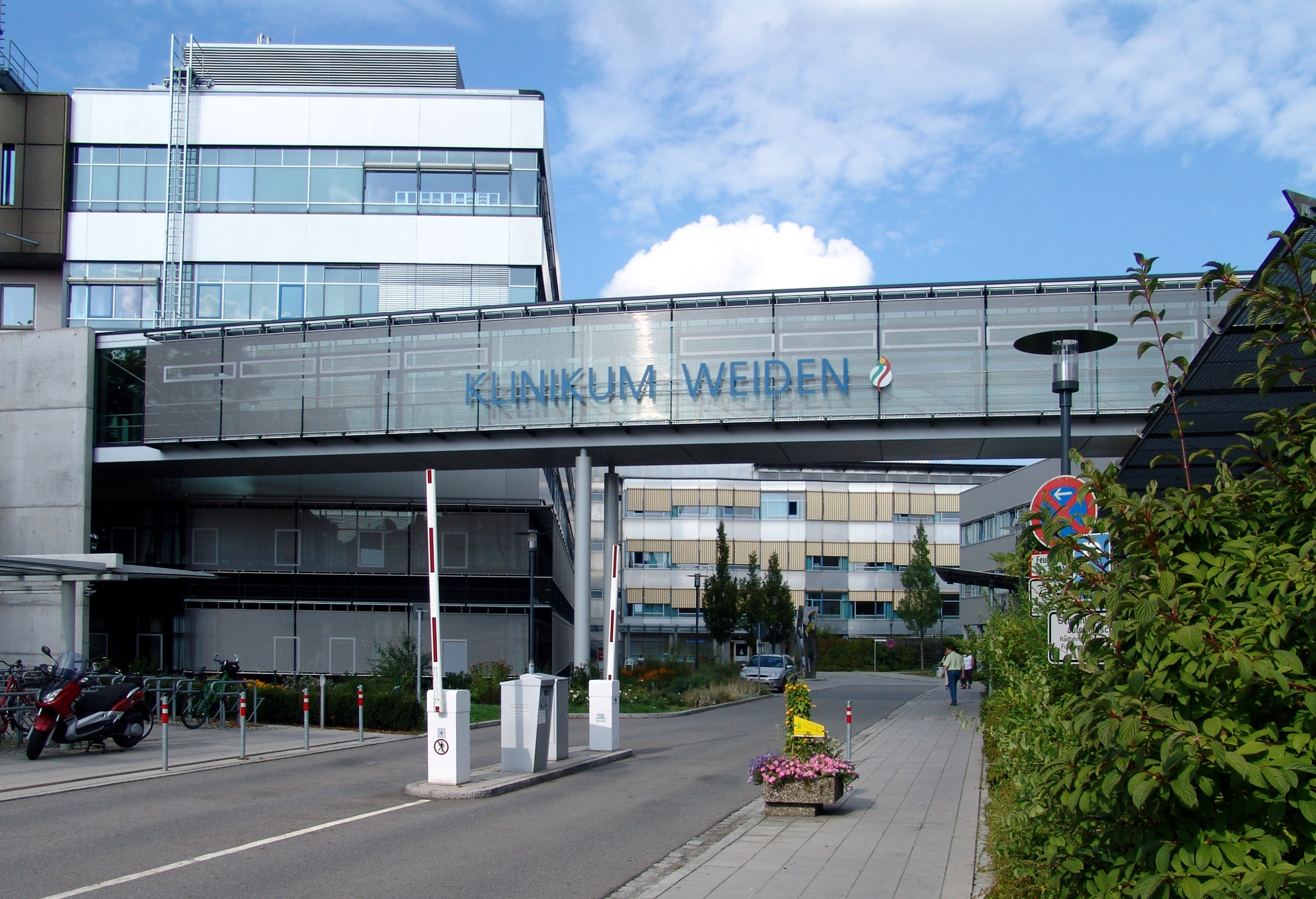
Клиника Вайден

Клиника Вайден — баварская медицинская клиника, которая находится в Верхнем Пфальце, расположенном на 100 километров восточнее Нюрнберга и на 35 километров западнее Чешской Республики. Строительство клиники началось в 1808 году. На сегодняшний день в клинике имеется почти 1300 сотрудников и 575 больничных мест. Годовой оборот составляет 98,6 млн евро. В 2013 году клинике Вайден были присуждены две награды конкурса «Клиника — работа с будущим»: по проекту «Студент клиники» и «Учебный план», которые вручил министр здравоохранения Марсель Хубер.

## Структура
В состав клиники Вайден входят 12 клиник различных медицинских направлений:
- клиника анестезиологии, оперативной интенсивной медицины и скорой медицинской помощи
- клиника гинекологии и акушерства
- клиника лечения боли
- клиника лучевой терапии и радиоонкологии
- медицинская клиника I
- медицинская клиника II.
- клиника неврологии
- клиника общей, торакальной и висцеральной хирургии
- клиника педиатрии и подростковой медицины
- клиника сосудистой хирургии
- клиника травматологической хирургии, ортопедии, хирургии руки и спортивной медицины
- клиника урологии, андрологии и детской урологии

Помимо этого в состав баварской клиники входят отоларингологическое стационарное, офтальмологическое стационарное, паллиативное стационарное, центральное приемное отделения и отделение нейрохирургии, а также институты ядерной медицины и диагностической радиологии. В структуру клиники Вайден также входят гериатрический центр Эрбендорф, диабетологический и инсультный центры, интердисциплинарные центры лечения заболеваний кишечника, молочной железы, простаты, центр ортопедической реабилитации Вальдзассен, перинатальный, травмотологический, интердисциплинарный ультразвуковой центры, а также центральный прием пациентов, аптека и лаборатория.